# 17 Bateria Motorowa Artylerii Przeciwlotniczej
Bateria motorowa artylerii przeciwlotniczej typ A nr 17 – pododdział artylerii przeciwlotniczej Wojska Polskiego II RP.
Bateria nie występowała w organizacji pokojowej wojska. Została zmobilizowana, zgodnie z planem mobilizacyjnym „W”, 24 sierpnia 1939 roku przez 7 dywizjon artylerii przeciwlotniczej w Poznaniu dla 17 Dywizji Piechoty, w składzie której walczyła w kampanii wrześniowej.
1 września 1939 roku bateria ostrzeliwała niemieckie samoloty nad Gnieznem. 4 września w rejonie Turku zestrzeliła 7 samolotów Luftwaffe. 9 września osłaniała stanowiska artylerii 17 DP. W nocy z 12 na 13 września przemaszerowała po osi Modlin-Skotniki-dwór Ktery. 16 września znajdowała się w rejonie Rybna. Następnego dnia, w rejonie Białej Góry została rozbita. Zestrzeliła w sumie 8 samolotów niemieckich, kilkakrotnie także pomagała w odparciu ataku czołgów.
Obsada personalna baterii
- dowódca – kpt. Wiktor Borodzicz (ranny 16 IX)
- oficer zwiadowczy – ppor. rez. Józef Meissner
- dowódca 1 plutonu – ppor. rez. Mieczysław Gnat
- dowódca 2 plutonu – ogn. pchor. Stefan Prus
- dowódca 3 plutonu – kpr. pchor. rez. Marian Barthel de Weydenthal
- dowódca 4 plutonu – plut. pchor. rez. Florentyn Łangowski
- szef baterii – ogn. Kazimierz Grabarczyk